# Caenohalictus rimosiceps
Caenohalictus rimosiceps là một loài Hymenoptera trong họ Halictidae. Loài này được Packard mô tả khoa học năm 1869.